# Dushianta

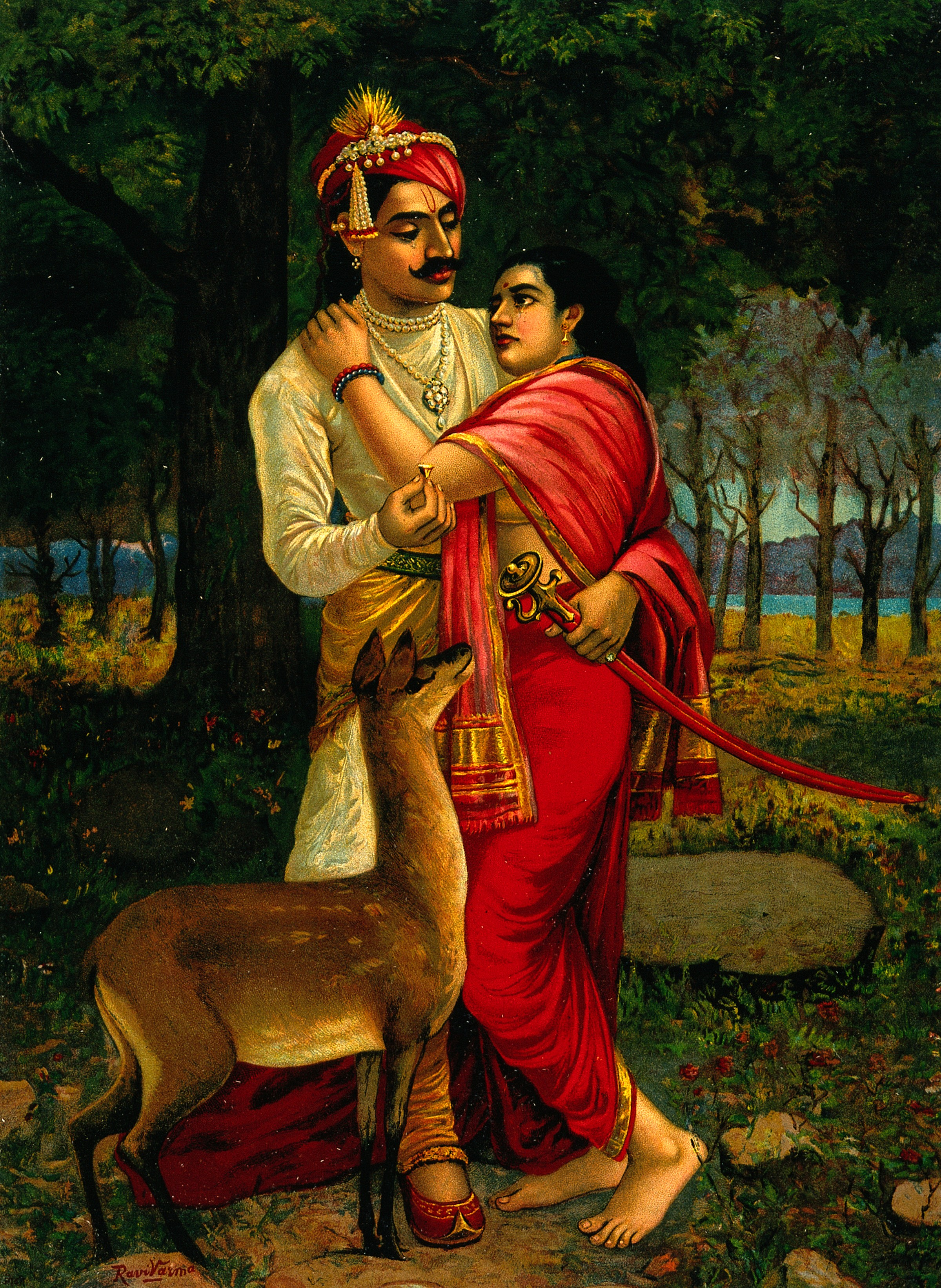
Dushianta propone matrimonio a Shakuntalá.

Dushianta fue un mítico rey de la literatura clásica india.
- duṣyanta, en el sistema AITS (alfabeto internacional de transliteración sánscrita).
- दुष्यन्त o दुष्यंत, en escritura devánagari del sánscrito.
- Etimología: podría provenir de duḥ-ṣanta: ‘mala-paz’.[1]

Según el Majábharata, la obra de teatro Abhigñāna śakuntalā (‘el reconocimiento de Sakuntalá’, de Kalidasa, quizá del siglo IV d. C.) y varios Puranas, era un príncipe de la raza lunar, descendiente del rey Puru; fue el esposo de Shakuntalá y padre del también legendario emperador Bharatá.

## En el «Majábharata»
Según el texto épico mitológico Majábharata, Dushianta era hijo de Ilina y Rathantara. En él se dice que reinó (ya sea directamente o por medio de gobernadores) desde Gandhara (actual Kandahar, en Afganistán) hasta los montes Vindhya y más allá, y desde Sindhu (actual Pakistán) hasta Vanga (actual Bengala).

## El amor a Shakuntalá
La historia del encuentro de Dushianta, el matrimonio, la separación y el reencuentro con su reina, Shakuntalá, ha sido inmortalizado en el Majábharata y en El reconocimiento de Shakuntalá, del gran poeta sánscrito Kalidasa:
Dushianta conoció a Shakuntalá, hija de Visuá Mitra y Ménaka, durante una excursión fuera de su reino. Según la fuente, Dushianta que era el príncipe heredero o pretendía recuperar su reino de un enemigo, en cualquier caso, ve a Shakuntalá en un áshram (monasterio) del Rishi Vasudeva Kanva y se enamora, y a continuación celebran allí un matrimonio gandharva. Dushianta, que tiene que marcharse después de un tiempo, le regala a Shakuntalá un anillo real como señal de su amor, prometiéndole que irá a verla.
Pero cuando Dushianta se convierte en rey, los asuntos de estado ocupan su tiempo durante muchos años. Mientras, Shakuntalá espera y se desespera.
Un día, el sabio Durvasa visita el monasterio, pero Shakuntalá, que está demasiado absorta en su amor por Dushianta, se olvida de servirle la comida. En un arrebato de ira, el sabio la maldice, asegurando que la persona en la que está pensando la olvidará. La muchacha, conmocionada, le pide perdón y el sabio, tras recobrar la calma, le asegura que esa persona volverá a acordarse de ella cuando le muestre alguna prueba de que se conocen.
Así, Shakuntalá parte hacia la capital, Jastinápura, para recordar a Dushianta su amor pasado. Por el camino ella se baña en el río Ganges, donde un pez traga el anillo real, dejando a Shakuntalá sin ninguna prueba.
Sin prueba Dushianta no la recuerda, pero su memoria y su amor reavivan cuando un sabio (no el mismo que maldijo a Shakuntalá) recupera el anillo y lo lleva a la corte. Finalmente se casan, y ella se convierte en su reina y madre de su hijo, Bharata.
Una versión diferente de la historia[cita requerida] implica al padre de Shakuntalá, el gran y legendario sabio Visuá Mitra, de quien se dice que no inclinó la cabeza ante nadie. El olvido de Shakuntalá por parte de Dushianta sería una estratagema inventada por los demás sabios, incluido Vásishtha, para que Visuá Mitra se inclinara. Se dice que, por el bien de su hija, el gran sabio se inclinó ante el gran rey Dushianta para persuadirle de que aceptara a su hija. Los sabios, encantados, trajeron inmediatamente el recuerdo de Shakuntalá a la mente de Dushianta.

### Bharata

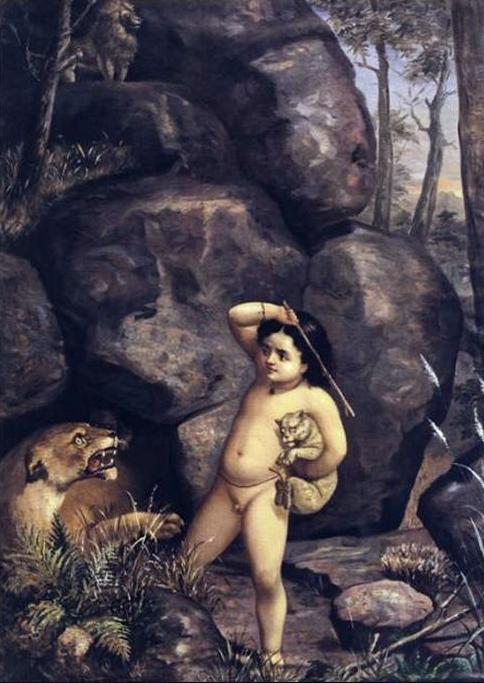
Bharata (Sarvadamana), el hijo de Dushianta y Shakuntalá, obra de Raja Ravi Varma.

Según la mayoría de las fuentes mitológicas, Dushianta fue el padre del emperador Bharata, a quien generalmente se atribuye la unificación de la India bajo su dominio (véase origen del nombre de la India). Según el Mahabharata Adiparva, nació mientras Shakuntalá esperaba a Dushianta en su ermita. Un pescador capturó el pez que había tragado el anillo, su mujer que quiere hacer curry con él, mientras trocea el pescado encuentra el anillo y se lo lleva al rey. El rey se acuerda entonces de Shakuntalá y va a buscarla.